# C/1945 X1 du Toit
C/1945 X1 du Toit è una cometa non periodica che appartiene alla famiglia delle comete di Kreutz, i membri di questa famiglia cometaria tra le altre caratteristiche hanno elementi orbitali caratterizzati da una piccola distanza perielica, orbita retrograda e lungo periodo orbitale.
La cometa si è probabilmente originata dalla scissione del nucleo di una precedente cometa in più frammenti, ognuno dei quali ha dato origine a una nuova cometa, due di esse sono la C/1882 R1 e la C/1965 S1 Ikeya-Seki.

## Osservazioni
Al contrario delle altre comete della famiglia di Kreutz la cometa non è stata osservata dopo il passaggio al perielio quando avrebbe dovuto raggiungere una visibilità ad occhio nudo, da questo fatto e dalla mancata osservazione fotografica nelle settimane precedenti e successive al passaggio al perielio è stato ipotizzato che la cometa abbia avuto un notevole aumento di luminosità, outburst in inglese, nei giorni precedenti alla sua scoperta.